# Anodonthyla moramora
Anodonthyla moramora är en groddjursart som beskrevs av Frank Glaw och Miguel Vences 2005. Anodonthyla moramora ingår i släktet Anodonthyla och familjen Microhylidae. IUCN kategoriserar arten globalt som otillräckligt studerad. Inga underarter finns listade i Catalogue of Life.